# Castillo de Rochers-Sévigné

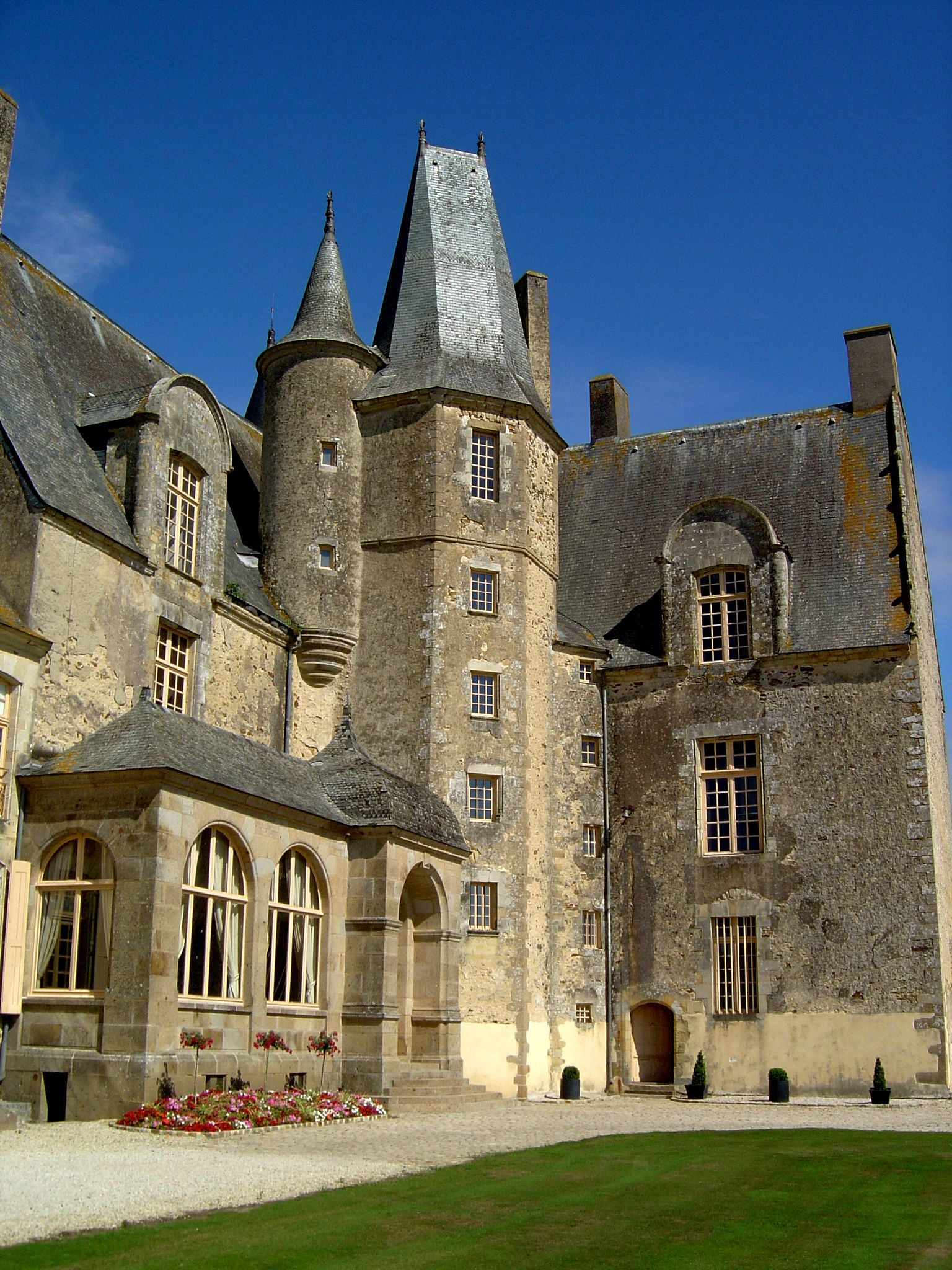
Vista de la parte trasera del edificio.

El castillo de Rochers-Sévigné, antigua residencia bretona de Madame de Sévigné, es un palacete gótico del siglo XV situado en las proximidades de Vitré en Ille-et-Vilaine.
El pequeño castillo fue edificado sobre una colina rocosa —de donde viene su nombre— por los antepasados de Henri de Sévigné, aristócrata bretón que en 1644 se unió en matrimonio con Marie de Rabutin-Chantal, futura Marquesa de Sévigné. La residencia se construyó con planta en forma de L y posee dos torres. Está dotada, además, de una capilla de forma octogonal, construida por la Marquesa en 1671, establos y dependencias añadidos en el siglo XVII.
La propiedad pertenece aún a lejanos descendientes de la familia Sévigné. Se pueden visitar la capilla y una parte del palacete donde encontramos retratos de la familia y algunos objetos que pertenecieron a la Marquesa.

## El parque
El jardín de estilo francés fue creado en 1689 realizado según diseño de Le Nôtre y restaurado en 1982.

## Historia del parque
Era el día de Pentecostés de 1689 cuando Madame de Sévigné llegó a Rochers para su última y más larga estadía. Ella descubre el jardín francés ordenado por su hijo, Charles, y realizado según un diseño de Le Nôtre. En cuanto al parque, es un bosque decorativo, Madame de Sévigné parece haber estado interesada desde el momento de sus primeras estancias en les Rochers, desde 1644.
Frente al orden del jardín francés, Madame de Sévigné preferirá el desorden y el "salvajismo" de su parque que supervisa ella misma, con la ayuda del jardinero Pilois, en la plantación y mantenimiento. Cada una de sus estancias es una excusa para nuevos desarrollos, como el laberinto, y la adquisición de nuevas tierras que aumentan el área de su propiedad de 15 a 24 hectáreas. También le gusta caminar por los nuevos caminos que ha plantado y nombrado para dejar vagar sus pensamientos y pensamientos a diario preocupados por su hijo que vive en Provenza. Separada de este último, pospone su afecto en sus árboles y escribe: 29 de mayo de 1689 "Todos estos niños pequeños (...) se han vuelto tan grandes que no entiendo que aún podamos vivir juntos".

## Características del parque
El conjunto está bordeado por un parque poblado de árboles y la Marquesa le puso nombre a todas sus avenidas. Madame de Sévigné, que poseía otras muchas propiedades, residiría largas temporadas en este castillo tras la muerte de su marido. En esta residencia escribió muchas de las famosas cartas dirigidas a su hija.
Compuesto de grandes tapices de césped rodeados por una cama de flores entre dos líneas de boj, las camas del jardín son de estilo << l'anglaise >>. Este jardín está bordeado por carpes, ahora compuesto de tilos, colección de robles  y decorado con limoneros y naranjos. Al noroeste, el jardín se abre a la Place Coulanges, llamado así por Madame de Sévigné en homenaje a su tío materno <<  "le bien bon" >> ("el bien"), abad Christophe de Coulanges. Esta plaza en forma de hemiciclo está cerrada por altos muros de piedra perforados por tres puertas que están cerradas por imponentes puertas de hierro forjado. La puerta derecha se abre al Parque por la avenida de laureles que encuentra su extensión con el callejón del Infinito o el del Correo también llamado "el humor de mi hija".